# Hogs Reggio Emilia
Gli A.S.D. Hogs Reggio Emilia sono una squadra di football americano nata nel 1984 a Reggio Emilia. Attualmente la società partecipa al campionato di Seconda Divisione con la squadra senior e al campionato college con la formazione Under19.

## Storia
Nel settembre del 1985 la squadra partecipa al primo campionato di Serie C, ottenendo a fine stagione la promozione.
Come molte società di football americano, dopo l'entusiasmo dei primi anni, dovette affrontare momenti di crisi: per un lungo periodo l'attività fu limitata all'Arena League dove riuscì ad ottenere il titolo italiano nel 1992 e nel 1998.
Nel 1999 il club riprende l'attività nel football a 11 alternandosi tra la prima e la seconda serie. Negli ultimi anni la società ottiene le maggiori soddisfazioni della propria storia. Nel 2006 e 2007 vince il Silverbowl, finale del campionato di Serie A2. Dopo la nascita della IFL nel 2008, gli Hogs rimangono per un anno nella NFL Italia vincendo il XXVIII Superbowl italiano. Nel 2009 aderiscono alla FIDAF e prevalgono nella prima edizione della EFAF Challenge Cup.
Nel 2010 gli Hogs partecipano per la seconda volta al massimo campionato IFL giungendo in semifinale.
Nella stagione IFL 2013 gli Hogs arrivano terzi nel loro girone qualificandosi per i wildcard nei quali verranno sconfitti dai Seamen Milano 14-9.
Nella stagione LENAF 2014 gli Hogs iniziano il campionato nel girone C ed approdano ai playoff con un record di 8-1, nei playoff battono i Cardinals Palermo 48-28, ma si fermano in semifinale contro i campioni d'Italia in carica, i Grizzlies Roma, che li battono 16-13 allo stadio Torelli di Scandiano.
La season 2015 ha visto gli Hogs terminare la fase a gironi imbattuti con un record di 8-0 battendo Redskins Verona, Mastini Verona, Bengals Brescia e Hurricanes Vicenza e qualificandosi così per la fase ad eliminazione diretta come testa di serie. Nei playoff, i quarti di finale sono stati giocati contro i Blue Storms Busto Arsizio e hanno visto trionfare la squadra emiliana per 46-7. La semifinale, giocata allo Stadio Andrea Torelli di Scandiano, tra Hogs e Guelfi Firenze, è stata la sfida tra le due maggiori candidate la titolo; il risultato finale è stato di 28-20 in favore dei padroni di casa, permettendo così ai reggiani di accedere alla finale per il titolo. Le due contendenti al titolo, Hogs Reggio Emilia e Blacks Rivoli, si sono sfidate al Vigorelli di Milano, dove la formazione granata ha avuto la meglio su quella bianco nera col risultato di 28-0, laureandosi Campione di Seconda Divisione con un record stagionale di 11 vittorie e 0 sconfitte.

## Greenhogs e Redhogs
I Greenhogs sono la formazione giovanile under 21 degli Hogs.
Iniziano a giocare nel 1999 subito con buoni risultati, raggiungendo la semifinale del campionato nazionale, ma è nel 2001 che i Greenhogs grazie ad una perfect season si qualificano allo Youngbowl, dove però si scontrano contro i Lions perdendo 40-22.
Nel 2002 ottengono ancora la perfect season e l'accesso allo Youngbowl. Subiscono però la stessa sorte dell'anno precedente, con i Lions campioni d'Italia. Nel marzo 2002 si gioca alla Canalina di Reggio Emilia il match di qualificazione agli europei juniores tra Italia e Paesi Bassi, con in campo diversi reggiani. Di fronte ad oltre 500 spettatori, gli olandesi superano gli azzurrini di misura.
Arriva la stagione 2003 e dopo un'altra stagione perfetta, arriva la sconfitta in semifinale a Roma sul campo dei Barbari che conquistano l'accesso allo Youngbowl dove saranno sconfitti dai Lions Bergamo.
Nel 2004 ottengono nuovamente la perfect season e i raggiungono lo Youngbowl. Contro i Barbari Roma Nord i Greenhogs vanno sotto, ma rimontano dal 14-28 al 30-28 diventando Campioni d'Italia. Dopo lo Youngbowl, nella stessa cornice dello Stadio Europa di Bolzano, va in scena il primo Youthbowl, finale del nascente campionato nazionale under 17. I Redhogs escono sconfitti 38-6 dai Blacks.
Le stagioni 2005 e 2006 sono ancora perfect season, e i Greenhogs arrivano ai play-off da favoriti. Vittorie nelle prime partite ad eliminazione diretta poi sconfitti in semifinale, da favoriti, in casa, dagli Skorpions Varese (2005) e dai Warriors Bologna (2006).
Il 2007 vede ancora i Greenhogs in forma smagliante e dopo una stagione perfetta arrivano i playoff e, senza grandi difficoltà, lo Youngbowl. Di fronte, i temuti Warriors Bologna allo stadio di San Vittore Olona, la temperatura veramente gelida. Dopo un primo tempo equilibrato, nella seconda frazione i Greenhogs dilagano vincendo 42-8 e diventando nuovamente Campioni d'Italia.
L'anno successivo nella finale under 21, stavolta giocata a Scandiano, gli Warriors si impongono 7-6. Sempre nella stagione 2008 i più piccoli Redhogs (under 17) esordiscono con un buon campionato ma con un record di 2 vinte e 2 perse non riescono ad accedere ai playoff.
Il 2009 vede il passaggio degli Hogs dalla federazione FIF alla FIDAF e nell'inverno 2009 disputano il Campionato College (under 21) dove i Greenhogs giungono alla finale ed il Campionato High School (under 18).
Nel 2010 entrambe le formazioni giovanili giungono alla semifinali concludendo la stagione con una sola sconfitta.
Il 2011 consacra la riconosciuta leadership a livello nazionale del settore giovanile degli Hogs che conquistano con l'Under 18 i quarti di finale e con l'Under 21 il terzo titolo Italiano in sette anni con una spettacolare vittoria nei secondi finali per 42-40 con i fortissimi Marines Lazio nella spettacolare cornice del "Vigorelli" a Milano.

## Dettaglio stagioni

### Tornei nazionali

#### Campionato

##### Golden League/Serie A/IFL
| Stagione | regular season | regular season | regular season | regular season | regular season | regular season | playoff | playoff | playoff | playoff | playoff | playoff     | playoff          |
|          | Vin            | Par            | Per            | Tot            | PF             | PS             | Vin     | Per     | Tot     | PF      | PS      | risultato   | avversaria       |
| -------- | -------------- | -------------- | -------------- | -------------- | -------------- | -------------- | ------- | ------- | ------- | ------- | ------- | ----------- | ---------------- |
| 1999     | 3              | 0              | 3              | 6              | 107            | 84             | -       | -       | -       | -       | -       | -           | -                |
| 2000     | 6              | 0              | 3              | 9              | 219            | 157            | 1       | 1       | 2       | 20      | 47      | Semifinale  | Giants Bolzano   |
| 2001     | 3              | 0              | 5              | 8              | 218            | 244            | -       | -       | -       | -       | -       | -           | -                |
| 2002     | 4              | 0              | 3              | 7              | 135            | 150            | 0       | 1       | 1       | 19      | 29      | Primo Turno | Falcons Milano   |
| 2004     | 2              | 0              | 6              | 8              | 154            | 250            | -       | -       | -       | -       | -       | -           | -                |
| 2005     | 1              | 0              | 7              | 8              | 67             | 244            | -       | -       | -       | -       | -       | -           | -                |
| 2009     | 4              | 0              | 5              | 9              | 253            | 216            | -       | -       | -       | -       | -       | -           | -                |
| 2010     | 3              | 0              | 5              | 8              | 343            | 274            | -       | -       | -       | -       | -       | -           | -                |
| 2011     | 5              | 0              | 4              | 9              | 330            | 323            | 0       | 1       | 1       | 26      | 46      | Semifinale  | Warriors Bologna |
| 2012     | 4              | 0              | 7              | 11             | 307            | 353            | -       | -       | -       | -       | -       | -           | -                |
| 2013     | 3              | 0              | 5              | 8              | 85             | 165            | 0       | 1       | 1       | 9       | 14      | Wild Card   | Seamen Milano    |
| Totale   | 38             | 0              | 53             | 91             | 2218           | 2460           | 1       | 4       | 5       | 74      | 136     |             |                  |

Fonti: Enciclopedia del Football - A cura di Roberto Mezzetti

##### Serie A NFLI
A seguito dell'ingresso di FIDAF nel CONI questo torneo - pur essendo del massimo livello della propria federazione - non è considerato ufficiale.
| Stagione | regular season | regular season | regular season | regular season | regular season | regular season | playoff | playoff | playoff | playoff | playoff | playoff   | playoff          |
|          | Vin            | Par            | Per            | Tot            | PF             | PS             | Vin     | Per     | Tot     | PF      | PS      | risultato | avversaria       |
| -------- | -------------- | -------------- | -------------- | -------------- | -------------- | -------------- | ------- | ------- | ------- | ------- | ------- | --------- | ---------------- |
| 2008     | 8              | 0              | 0              | 8              | 386            | 48             | 3       | 0       | 3       | 90      | 62      | Campioni  | Warriors Bologna |
| Totale   | 8              | 0              | 0              | 8              | 386            | 48             | 3       | 0       | 3       | 90      | 62      |           |                  |

Fonti: Enciclopedia del Football - A cura di Roberto Mezzetti

##### Serie B (secondo livello)/Serie A2/Winter League (secondo livello)/Silver League/Seconda Divisione
| Stagione | regular season | regular season | regular season | regular season | regular season | regular season | playoff | playoff | playoff | playoff | playoff | playoff               | playoff          |
|          | Vin            | Par            | Per            | Tot            | PF             | PS             | Vin     | Per     | Tot     | PF      | PS      | risultato             | avversaria       |
| -------- | -------------- | -------------- | -------------- | -------------- | -------------- | -------------- | ------- | ------- | ------- | ------- | ------- | --------------------- | ---------------- |
| 1986     | 3              | 1              | 6              | 10             | 103            | 130            | -       | -       | -       | -       | -       | -                     | -                |
| 1987     | 4              | 0              | 4              | 8              | 95             | 93             | -       | -       | -       | -       | -       | -                     | -                |
| 1988     | 1              | 0              | 7              | 8              | 52             | 189            | -       | -       | -       | -       | -       | -                     | -                |
| 1998     | 7              | 0              | 1              | 8              | 294            | 116            | 3       | 0       | 3       | 93      | 72      | Campioni              | Marines Ostia    |
| 2003     | 5              | 0              | 3              | 8              | 225            | 137            | 1       | 1       | 2       | 64      | 45      | Semifinale            | Aquile Ferrara   |
| 2006     | 7              | 0              | 0              | 7              | 288            | 33             | 3       | 1       | 4       | 124     | 63      | Campioni/Wild Card A1 | Panthers Parma   |
| 2007     | 5              | 0              | 1              | 6              | 184            | 45             | 3       | 1       | 4       | 115     | 27      | Campioni/Wild Card A1 | Panthers Parma   |
| 2014     | 7              | 0              | 1              | 8              | 201            | 95             | 1       | 1       | 2       | 61      | 40      | Semifinale            | Grizzlies Roma   |
| 2015     | 8              | 0              | 0              | 8              | 358            | 54             | 3       | 0       | 3       | 102     | 27      | Campioni              | Blacks Rivoli    |
| 2016     | 8              | 0              | 0              | 8              | 372            | 172            | 1       | 1       | 2       | 66      | 30      | Semifinale            | UTA Forlì-Pesaro |
| 2017     | 8              | 0              | 0              | 8              | 312            | 67             | 2       | 1       | 3       | 64      | 55      | Silverbowl            | Blackbills       |
| 2018     | 7              | 0              | 1              | 8              | 259            | 105            | 0       | 1       | 1       | 14      | 16      | Quarti di finale      | Pretoriani Roma  |
| 2019     | 7              | 0              | 1              | 8              | 193            | 136            | 1       | 1       | 2       | 43      | 27      | Semifinale            | Rhinos Milano    |
| 2021     | 3              | 0              | 3              | 6              | 127            | 84             | -       | -       | -       | -       | -       | -                     | -                |
| 2022     | 1              | 0              | 5              | 6              | 25             | 107            | -       | -       | -       | -       | -       | -                     | -                |
| Totale   | 81             | 1              | 33             | 115            | 3088           | 1563           | 18      | 8       | 26      | 746     | 402     |                       |                  |

Fonti: Enciclopedia del Football - A cura di Roberto Mezzetti

##### Serie C (terzo livello)/Serie B (terzo livello)/Winter League (terzo livello)
| Stagione | regular season | regular season | regular season | regular season | regular season | regular season | playoff | playoff | playoff | playoff | playoff | playoff          | playoff             |
|          | Vin            | Par            | Per            | Tot            | PF             | PS             | Vin     | Per     | Tot     | PF      | PS      | risultato        | avversaria          |
| -------- | -------------- | -------------- | -------------- | -------------- | -------------- | -------------- | ------- | ------- | ------- | ------- | ------- | ---------------- | ------------------- |
| 1985     | 7              | 1              | 2              | 10             | 172            | 78             | -       | -       | -       | -       | -       | -                | -                   |
| 1988     | 2              | 0              | 6              | 8              | 47             | 194            | -       | -       | -       | -       | -       | -                | -                   |
| 1989     | 3              | 0              | 5              | 8              | 117            | 121            | -       | -       | -       | -       | -       | -                | -                   |
| 1990     | 3              | 1              | 4              | 8              | 51             | 79             | -       | -       | -       | -       | -       | -                | -                   |
| 1993     | 3              | 0              | 1              | 4              | 74             | 41             | 0       | 1       | 1       | 19      | 26      | Wild Card        | Red Falcons Liscate |
| 1994     | 1              | 0              | 5              | 6              | 94             | 101            | -       | -       | -       | -       | -       | -                | -                   |
| 1995     | 5              | 1              | 2              | 8              | 251            | 133            | 0       | 1       | 1       | 0       | 26      | Quarti di finale | Marines Ostia       |
| 1996     | 8              | 0              | 0              | 8              | 170            | 67             | 1       | 1       | 2       | 14      | 21      | Semifinale       | Virtus Bologna      |
| 1997     | 5              | 0              | 3              | 8              | 197            | 123            | -       | -       | -       | -       | -       | -                | -                   |
| Totale   | 37             | 3              | 28             | 68             | 1173           | 937            | 1       | 3       | 4       | 33      | 73      |                  |                     |

Fonti: Enciclopedia del Football - A cura di Roberto Mezzetti

##### Serie C (quarto livello)
| Stagione | regular season | regular season | regular season | regular season | regular season | regular season | playoff | playoff | playoff | playoff | playoff | playoff   | playoff    |
|          | Vin            | Par            | Per            | Tot            | PF             | PS             | Vin     | Per     | Tot     | PF      | PS      | risultato | avversaria |
| -------- | -------------- | -------------- | -------------- | -------------- | -------------- | -------------- | ------- | ------- | ------- | ------- | ------- | --------- | ---------- |
| 1992     | ?              | ?              | ?              | ?              | ?              | ?              | ?       | ?       | ?       | ?       | ?       | ?         | ?          |
| Totale   | ?              | ?              | ?              | ?              | ?              | ?              | ?       | ?       | ?       | ?       | ?       |           |            |

Fonti: Enciclopedia del Football - A cura di Roberto Mezzetti

### Tornei internazionali

#### EFAF Challenge Cup
| Stagione | regular season | regular season | regular season | regular season | regular season | regular season | playoff | playoff | playoff | playoff | playoff | playoff   | playoff     |
|          | Vin            | Par            | Per            | Tot            | PF             | PS             | Vin     | Per     | Tot     | PF      | PS      | risultato | avversaria  |
| -------- | -------------- | -------------- | -------------- | -------------- | -------------- | -------------- | ------- | ------- | ------- | ------- | ------- | --------- | ----------- |
| 2009     | 3              | 0              | 0              | 3              | 149            | 42             | 2       | 0       | 2       | 77      | 42      | Campioni  | Győr Sharks |
| Totale   | 3              | 0              | 0              | 3              | 149            | 42             | 2       | 0       | 2       | 77      | 42      |           |             |

Fonti: Enciclopedia del Football - A cura di Roberto Mezzetti

## Palmarès
- 1 EFAF Challenge Cup (2009)
- 1 Superbowl italiano NFLI (2008)
- 4 Snowbowl/Silverbowl (secondo livello) (1998, 2006, 2007, 2015)
- 1 Eightbowl (quarto livello) (1992)
- 3 Youngbowl (2004, 2007, 2011)